# 几何学

笛沙格定理的描述，笛沙格定理是欧几里得几何及射影几何的重要結果

幾何學簡稱幾何。几何学是數學的一个基础分支，主要研究形狀、大小、圖形的相對位置等空間区域關係以及空间形式的度量。
許多文化中都有幾何學的發展，包括許多有關長度公分公尺、面積平方公尺平方公分及體積立方公尺立方公分的知識，在西元前六世紀泰勒斯的時代，西方世界開始將幾何學視為數學的一部份。西元前三世紀，幾何學中加入歐幾里德的公理，產生的欧几里得几何是往後幾個世紀的幾何學標準。阿基米德發展了計算面積及體積的方法123456789652，許多都用到積分的概念。天文學中有關恆星和行星在天球上的相對位置，以及其相對運動的關係，都是後續一千五百年中探討的主題。幾何和天文都列在西方博雅教育中的四術中，是中古世紀西方大學教授的內容之一。
勒內·笛卡兒發明的坐標系以及當時代數的發展讓幾何學進入新的階段，像平面曲線等幾何圖形可以由函數或是方程等解析的方式表示。這對於十七世紀微積分的引入有重要的影響。透视投影的理論讓人們知道，幾何學不只是物體的度量屬性而已，透视投影後來衍生出射影几何。歐拉及高斯開始有關幾何物件本體性質的研究，使幾何的主題繼續擴充，最後產生了拓扑学及微分幾何。
在歐幾里德的時代，實際空間和幾何空間之間沒有明顯的區別，但自從十九世紀發現非歐幾何後，空間的概念有了大幅的調整，也開始出現哪一種幾何空間最符合實際空間的問題。在二十世紀形式數學興起以後，空間（包括點、線、面）已沒有其直觀的概念在內。今日需要區分實體空間、幾何空間（點、線、面仍沒有其直觀的概念在內）以及抽象空間。當代的幾何學考慮流形，空間的概念比歐幾里德中的更加抽象，兩者只在極小尺寸下才彼此近似。這些空間可以加入額外的結構，因此可以考慮其長度。近代的幾何學和物理關係密切，就像偽黎曼流形和廣義相對論的關係一樣。物理理論中最年輕的弦理論也和幾何學有密切關係。
几何学可見的特性讓它比代數、數論等數學領域更容易讓人接觸，不過一些几何語言已經和原來傳統的、欧几里得几何下的定義越差越遠，例如碎形幾何及解析幾何等。
現代概念上的幾何其抽象程度和一般化程度大幅提高，並與分析、抽象代數和拓撲學緊密結合。
幾何學應用於許多領域，包括藝術，建築，物理和其他數學領域。

## 簡史
幾何一詞源於《幾何原本》的翻譯。《幾何原本》是世界數學史上影響最為久遠，最大的一部數學教科书。《幾何原本》傳入中國，首先應歸功於明末科學家徐光啟。徐光啟和利瑪竇《幾何原本》中譯本的一個偉大貢獻是確定了研究圖形的這一學科中文名稱為「幾何」，並確定了幾何學中一些基本術語的譯名。「幾何」的原文是「geometria」（英文geometry），徐光啟和利瑪竇在翻譯時，取「geo」的音為「幾何」（明朝音：gi-ho），而「幾何」二字中文原意又有「衡量大小」的意思。用「幾何」譯「geometria」（英文geometry），音義兼顧，確是神來之筆。幾何學中最基本的一些術語，如點、線、直線、平行線、角、三角形和四邊形等中文譯名，都是這個譯本定下來的。這些譯名一直流傳到今天，且東渡到漢字文化圈的日本、朝鮮等國（越南語則使用獨自翻譯的越製漢語一詞），影響深遠。
几何学开始的最早记录可以追踪到公元前2世纪的古代埃及和美索不达米亚。早期的几何学是有关长度、角度、面积和体积的经验性定律的收集，这些都是因为实际需要（比如勘探、建筑、天文和一些手工业）而发展的。最早的已知有关几何学的文本是埃及的莱因德纸草书（公元前2000-1800年）和莫斯科数学纸草书（约公元前1890年），以及古巴比伦的泥石板（比如“普林頓 322”（公元前1900年）)。比如，莫斯科纸草书上给出了如何计算棱台体积的公式。埃及南部的古代努比亚人曾经建立了一套几何学系统，包括有太阳钟的早期版本。
幾何學有悠久的歷史。最古老的歐氏幾何基於一組公設和定義，人們在公設的基礎上運用基本的邏輯推理構做出一系列的命題。可以說，《幾何原本》是公理化系統的第一個範例，對西方數學思想的發展影響深遠。
一千年後，笛卡兒在《方法論》的附錄《幾何》中，將坐標引入幾何，帶來革命性進步。從此幾何問題能以解析式的形式來表達。
歐幾里得幾何學的第五公設，由於並不自明，引起了歷代數學家的關注。最終，由羅巴切夫斯基和黎曼建立起兩種非歐幾何。
幾何學的現代化則歸功於克萊因、希爾伯特等人。克萊因在普呂克的影響下，應用群論的觀點將幾何變換視為特定不變量約束下的變換群。而希爾比特為幾何奠定了真正的科學的公理化基礎。應該指出幾何學的公理化，影響是極其深遠的，它對整個數學的嚴密化具有極其重要的先導作用。它對數理邏輯學家的啟發也是相當深刻的。

## 古代幾何學
幾何最早的有記錄的開端可以追溯到古埃及（參看古埃及數學），古印度（參看古印度數學），和古巴比倫（參看古巴比倫數學），其年代大約始於前3000年。早期的幾何學是關於長度，角度，面積和體積的經驗原理，被用於滿足在測繪，建築，天文，和各種工藝製作中的實際需要。在它們中間，有令人驚訝的複雜的原理，以至於現代的數學家很難不用微積分來推導它們。例如，埃及和巴比倫人都在畢達哥拉斯之前1500年就知道了畢達哥拉斯定理（勾股定理）；埃及人有方形棱錐的錐台（截頭金字塔形）的體積的正確公式；而巴比倫有一個三角函數表。

## 名稱的由来
幾何這個詞最早來自於希臘語，由（土地）和（測量）兩個詞合成而來，指土地的測量，即測地術。後來拉丁語化為「geometria」。中文中的「幾何」一詞，最早是在明代利瑪竇、徐光啟合譯《幾何原本》時，由徐光啟所創。當時並未給出所依根據，後世多認為一方面幾何可能是拉丁化的希臘語GEO的音譯，另一方面由於《幾何原本》中也有利用幾何方式來闡述數論的內容，也可能是magnitude（多少）的意譯，所以一般認為幾何是geometria的音、意並譯。用「幾何」的音來表達，關於數與量的，用「幾何」的義來表達。換句話說，徐光啟心目中的「幾何」，可能就是今天我們所謂的「數學」。所以他為譯本所取的名字，以今日用語再翻譯一次，就是：《基礎數學》。所以如果了解《幾何原本》為《基礎數學》，它當然會包含像輾轉相除法這樣的課題。希臘語GEO+METRY按照字源意思是「地理測算」的意思，所以依照字面意思對照現代分類相當於測算學，分平面測算學與立體測算學。
1607年出版的《幾何原本》中關於幾何的譯法在當時並未通行，同時代也存在著另一種譯名——「形學」，如狄考文、鄒立文、劉永錫編譯的《形學備旨》，在當時也有一定的影響。在1857年李善蘭、偉烈亞力續譯的《幾何原本》後9卷出版後，幾何之名雖然得到了一定的重視，但是直到20世紀初的時候才有了較明顯的取代形學一詞的趨勢，如1910年《形學備旨》第11次印刷成都翻刊本徐樹勳就將其改名為《續幾何》。直至20世紀中期，已鮮有「形學」一詞的使用出現。

## 分類

### 實務幾何學

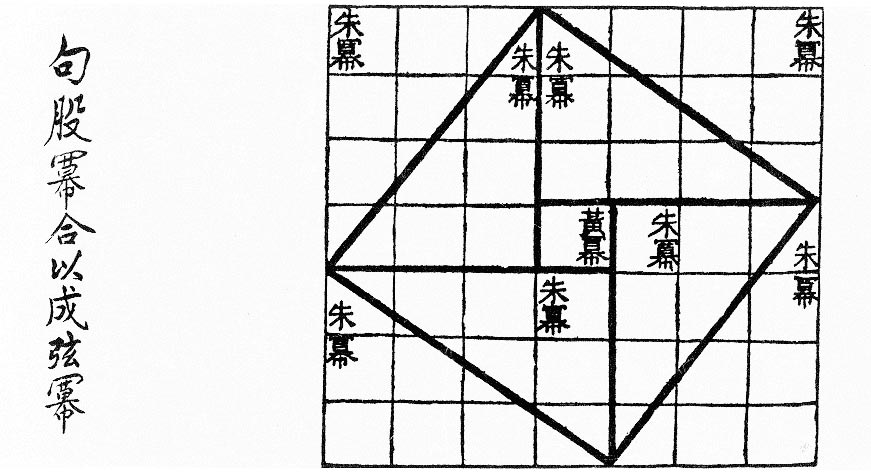
畢氏定理(3, 4, 5)三角形的圖像化證明，記載在西元前500-200年的《周髀算經》中

幾何學起源於一些實務上有關量測、面積及體積的科學。在許多方面都已找到相當的公式，例如畢氏定理、圓的周長及面積、三角形的面積、圓柱、球及四角錐的體積等。泰勒斯發展了以幾何物件的相似為基礎，計算一些無法直接量測的高度或距離的方法。天文學的發展也帶來三角學及球面三角學的誕生，也有一些對應的計算技巧。

### 公理化幾何學

歐幾里德平行公設的說明

歐幾里德在所著的《幾何原本》中作了更抽象化的處理。歐幾里德引入了一些公理來說明點、線和面一些基本的或是可自證的性質。接著再用數學的思考再去推導其他的性質。幾何原本中的推導以其嚴謹性著稱，稱為公理化幾何。在十九世紀初時，尼古拉·罗巴切夫斯基（1792–1856）、鮑耶·亞諾什（1802–1860）及卡爾·弗里德里希·高斯（1777–1855）發展了非歐幾何，其他數學家開始再度對此一領域有興趣。二十世紀的大卫·希尔伯特試圖用公理化的理解為幾何學提供現代的基礎。

### 幾何建構
古典的几何学家花了許多心力要繪製定理中繪述的幾何物件。傳統上，可以使用的工具是圓規及沒有刻度的直尺，需要在有限次數的繪製內完成圖形。有些圖形很難（甚至無法）單純用尺規作圖求得，需要配合拋物線、其他曲線或是機械工具才能完成。

### 幾何中的數

畢達格拉斯發現三角形的三邊可能會有不可通約性

古希臘的畢達格拉斯就已考慮過數字在幾何中的角色。不過因為不可通約長度的出現，不符合他的哲學觀點，因此他們放棄抽象的幾何量，改用實際上的幾何量，例如圖案的長及面積。後來勒內·笛卡兒利用坐標系再讓數字和幾何連結，笛卡兒也發現根據一圖示的代數表現可以知道此形狀，後來笛卡兒用的坐標系就稱為笛卡兒坐標系。

## 几何学中重要的概念

### 公理
欧几里得所提出的抽象概念，进而使得《几何原本》列入了最有影响力的书籍之一，欧几里得提出五大公理和公设，揭示了点线面的自可证的基本性质，他一直试图通过其他数学理论来严谨性推导其他性质，而这也是欧几里得陈述的最特色的地方，并使得几何更加公理化和系统化。19世纪初，尼古拉·罗巴切夫斯基 (1792–1856), 鲍耶·亚诺什 (1802–1860), 卡爾·弗里德里希·高斯 (1777–1855)对非欧几里得几何的探索使得几何学领域又得以重新发展，而在20世纪初，大卫希尔伯特把公理性证明的引入成就了现代几何学的出现。

### 点
点作为欧几里得空间的基本构成，通过很多方式定义，包括欧几里得所定义的“点不占据空间”以及在代数与嵌套空间的引用。在几何学的众多领域，包括分析几何，微分几何，以及拓扑学，所有的单元都是点构造出来的，然而，有些几何学的研究缺乏对点这个元素的参照。

### 线
欧几里得把线形容成‘在点之间均匀铺着’的‘没有宽度的长度’，在现代数学体系已给知的多元几何中，线的定义也相当的接近几何学中的定义，例如在解析几何中，点坐标的集合所构成的一个已知一次方程称为线，而在像重合幾何这种更抽象的设定中，线可以是个单独的对象，而区别于点的集合所构成的情况。在微分几何中，对曲率不为0的流形，测地线往往更好能表达线的概念。

### 平面
二维，光滑且无限延展的平层构成了平面，几何学到处都会用到面，例如，研究拓扑学的曲面对象可以看作一个没有距离和角度做参照的平层；对在仿射空间的面，没有参照距离却有共线性和曲率的研究。或是在高斯平面（复平面）需要用到複分析等。

### 角
欧几里得所描述的平面角，是指在一个平面内两条相交却不平行的直线中间的倾角 在现代几何学名词中，共有一个顶点的两条射线形成角的两边，而所形成的角度称为角。

在欧几里得几何中，角一般用来研究多边形或三角形，也有对其本身的研究对三角形或单位圆中对角的研究构成了三角学的基础。
在微分几何和微积分学中, 平面曲线，曲线和曲面内的角可以用导数表示.

## 當代的幾何學

### 歐幾里德幾何

4 21多胞形在E8 (數學)李群考克斯特元素下的正交投影

歐幾里德幾何和計算幾何、计算机图形、凸幾何、关联几何、有限幾何學、離散幾何學，以及组合数学中的部份領域都有密切關係。歐幾里德幾何和歐幾里德群在晶體學上的進展和哈羅德·斯科特·麥克唐納·考克斯特的研究已受到注意，可以在考克斯特群及多胞形的理論中看到。幾何群論是將幾何學延伸到離散群中，有關其幾何結構及代數技術的研究。

### 微分幾何
微分幾何因著愛因斯坦的廣義相對論假設有曲率的宇宙，因此逐漸受到数学物理的重視。現代的微分幾何是本質性的，將空間視為是微分流形，其幾何結構則由黎曼流形處理，包括如何量測二點之間的距離等。不再只是歐幾里德幾何中先驗的一部份。

### 拓撲學和幾何學

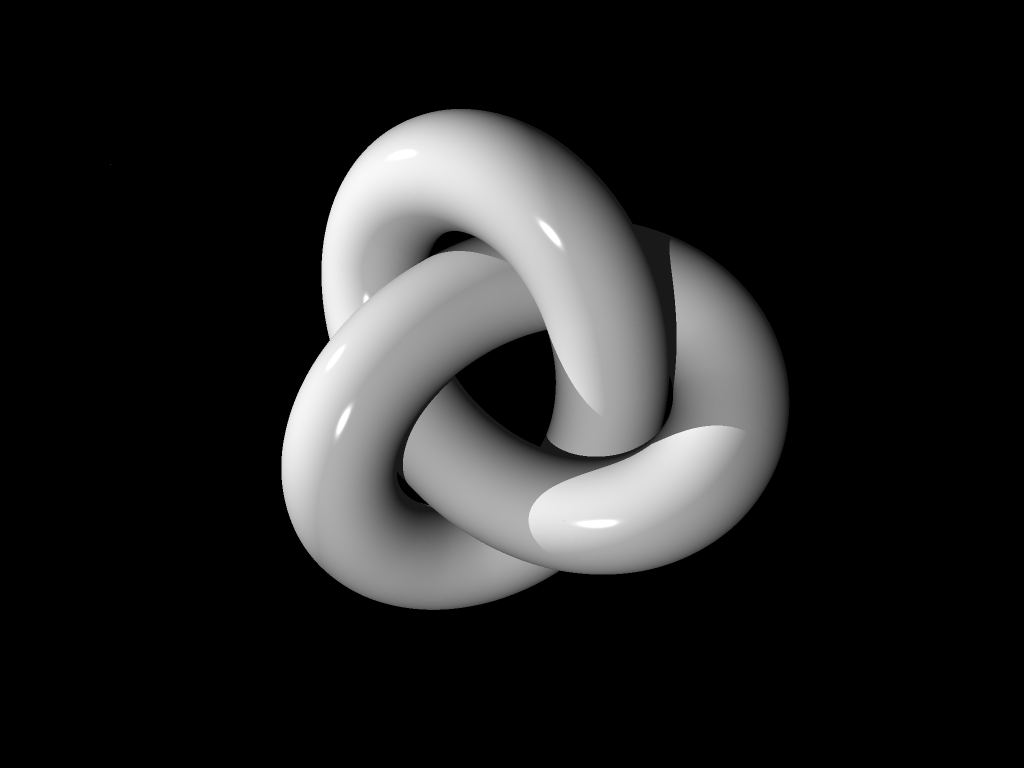
較粗的三叶结

拓撲學是轉換幾何中的一部份，專注在同胚的轉換，拓撲學在二十世紀有顯著的進展，簡單來說，拓撲學可以說是「橡皮下的幾何學」。當代的几何拓扑学、微分拓扑，以及像莫尔斯理论等子領域，被大部份數學家視為是幾何學的一部份。代數拓撲和点集拓扑学則被視為是另一個新的領域。

### 解析幾何

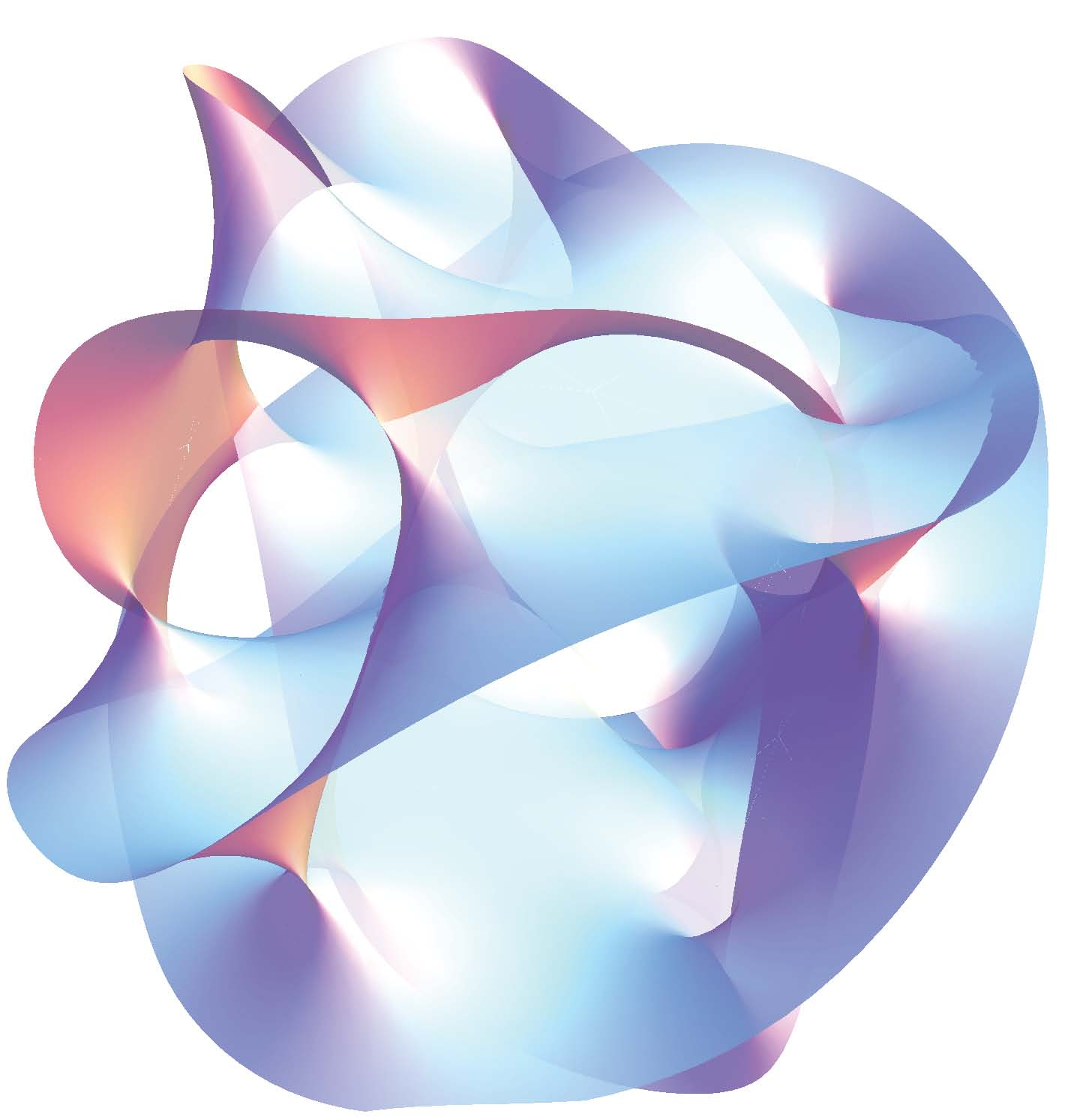
五維卡拉比－丘流形

解析幾何是歐幾里德幾何的現代版本，從1950年代末到1970年代中有大幅的進展，主要是因為讓-皮埃爾·塞爾及亚历山大·格罗森迪克的貢獻，這也產生了概形以及代數拓撲學一些方法的重視，包括許多的上同調理論。千禧年大獎難題中的霍奇猜想就是解析幾何學的問題。
低維度代數簇、代數曲線及代數曲面的研究以及三維代數簇（algebraic threefolds）的研究都有很多進展。Gröbner基理論及實代數幾何應用在現在解析幾何的一些子領域中。算術幾何（Arithmetic geometry）是結合了解析幾何及數論的一個新的領域。另外一個研究方向是模空间及複幾何。代數幾何的方法廣泛的用在弦理論及膜宇宙理論中。

## 分支學科
- 平面幾何
- 立體幾何
- 非歐幾何
  - 羅氏幾何
  - 黎曼幾何
- 解析幾何
- 射影幾何
- 仿射幾何
- 代數幾何
- 微分幾何
- 計算幾何
- 拓撲學
- 分形几何，又称碎形幾何

### 其他領域
- 分子結構